# 충돌구

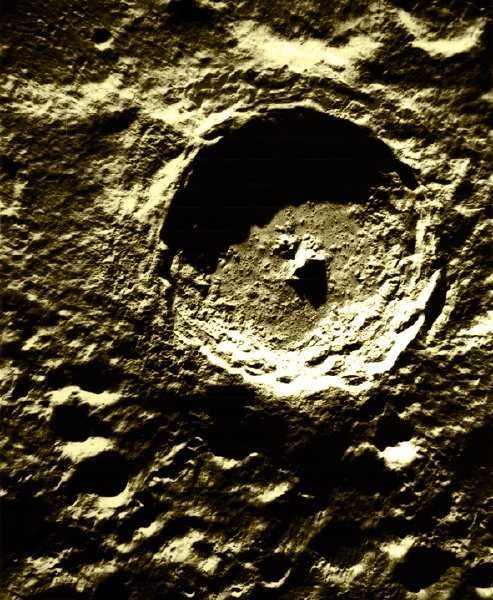
달의 티코 충돌구

충돌구는 단단한 표면을 가진 천체에 다른 작은 천체가 충돌했을 때 생기는 특징적인 형태의 구덩이를 말한다. 운석구덩이, 크레이터(crater) 또는 운석공(隕石孔)이라고 칭하기도 한다. 흔히 둥근 모양이지만 충돌한 천체의 입사각도가 낮을 때는 타원 모양으로 생기기도 한다. 충돌구의 중앙에는 센트럴 피크라고 하는 언덕이 형성되는 경우가 많고 지구상의 충돌구에는 물이 고여 호수가 되기도 한다.
아주 오래된 충돌구 중에서 주변부의 기복이 거의 사라지고 무늬만 남아있는 경우는 팰림세스트(palimpsest; 옛날에 양피지에 글을 쓸 때 지우거나 지워진 흔적)라고 부른다. 지구 표면에 생긴 충돌구는 풍화 침식을 받아 점차 그 모습을 잃어간다. 충돌구의 모습을 지워가는 작용에는 바람, 물의 직접적인 침식과 충돌구 표면의 사태 외에도 바람에 실려오거나 물에 의하여 운반된 퇴적물이 충돌구를 매우는 작용도 포함된다. 그 외에도 용암에 의하여 충돌구 자체가 덮여버리는 경우도 있다. 지구 밖에서는 목성의 위성 칼리스토에서 얼음의 지각에 덮여버린 충돌구들을 볼 수 있다. 칼리스토의 팰림세스트는 칼리스토의 내부가 아직 따뜻하여 얼음의 맨틀과 얇은 지각이 존재하던 시대에 얼음의 지각을 뚫어버리는 큰 충돌이 일어나고 그때 내부의 액체가 지표로 범람한 후 얼어붙어 형성되었다는 해석이 있다.
지표의 활발한 풍화 침식 작용에도 불구하고 지구에서도 큰 것만 쳐도 150여개의 충돌구들을 확인할 수 있으며 이러한 충돌구들에 대한 연구를 통해서 지질학자들은 흔적이 거의 지워진 더 작은 충돌구들을 찾을 수 있다. 충돌구는 단단한 표면을 가진 거의 모든 천체에서 찾아볼 수 있으며 (몇 안되는 예외중 하나는 목성의 위성 유로파이다) 표면의 충돌구 밀도를 통하여 그 표면이 생성된 연대를 추정할 수 있다. 표면이 형성된 초기에는 충돌구의 집적이 많아지므로 더 많은 충돌구가 더 오래된 표면을 지시한다. 그러나 어느 정도 시간이 흐르고 나면, 새로 생기는 충돌구는 기존의 충돌구를 파괴하기 때문에 밀도가 더 이상 증가하지 않는 평형상태에 도달하게 된다.

## 형성과 구조
우주공간으로부터 지구를 향해 떨어지는 물체(지표에 도달하게 되면 주로 운석)는 그 속도가 최소 11.6 km/s에 이른다. 운동에너지는 속도의 제곱에 비례하여 증가하는 것을 이용하여 계산을 하면, 운석 충돌시 방출되는 에너지가 같은 질량의 반응물이 일반적인 화학반응을 통하여 방출하는 에너지보다 많음을 알 수 있다. 무거운 물체가 지구에 충돌할 때 만드는 에너지는 곧잘 킬로톤 수준의 폭발 에너지를 능가하여 원자폭탄 수준의 폭발을 일으킨다. 수 킬로톤 수준의 충돌은 거의 해마다 먼 바다에서 일어나고 있음을 지진파 관측을 통하여 알 수 있다.
물체의 무게가 1000톤을 넘게 되면 대기에 의한 감속은 그다지 영향을 미치지 못한다. 대류권을 1초만에 통과하는 속도이다. 이 보다 작은 물체들은 대기의 영향에 의해 속도가 다소 감소한다. 하지만 두 경우 모두 충돌하러 오는 물체의 온도는 대기와의 마찰에 의해 극단적으로 높아진다. 이 정도의 온도와, 역시 대기와의 마찰로 인한 압력은 콘드라이트질 또는 탄산콘드라이트질 물체들을 지표면에 닿기도 전에 파괴해 버리기도 한다. 그러나 철질, 니켈질 물체인 경우에는 지표에 충돌하여 폭발을 일으킬 수 있다.
물체가 충돌하면 그 아래에 있는 공기, 물, 암석을 압축시켜 플라스마 상태로 만들어 버린다. 플라스마는 엄청난 속도로 팽창하면서 식어간다. 이 과정이 폭발 과정이다. 충돌 부스러기(ejecta)들은 플라스마와 함께 궤도 속도에 가까운 속도로 주변에 뿌려진다. 이 중의 일부는 우주공간으로 날아가기도 하고, 다시 행성에 돌입하기 전까지 행성 주변을 공전하기도 한다. 공기가 없는 대부분의 행성에는 이렇게 흩뿌려진 충돌 부스러기들을 고스란히 보존하는데 그 모습은 보통 충돌구 주변으로 햇살 같이 뻗어나가는 모양이다. 이런 무늬를 광조(光條)라고 한다. 광조는 충돌로만 인하여 생긴다고 알려져 있다.
플라스마 안에서는 역동적인 화학반응이 일어난다. 지구에서는 강력한 산이 해수로부터 만들어진다. 기화된 암석은 플라스마 상태에서 다시 응결되어 유리질로 된 특징적인 물방울 모양의 텍타이트를 형성한다. 텍타이트들은 고속으로 광범위한 지역에 흩어진다. (참고: 충돌로 인한 텍타이트의 기원에는 반론도 있다. 신기하게도 가장 넓고 젊다고 (70만 년 전 이후) 알려진 strwenfield(텍타이트가 흩뿌려진 지역)인 이른바 호주 평원에는 그 텍타이트와 관련된 충돌구가 발견되지 않는다. 적어도 이 경우에는 텍타이트가 충돌과 연관되지 않은 것 같다. 크고 새로운 (100만 년이 안 된) 충돌 충돌구가 육지나 해저에서 발견되어야 하는데, 그러한 아시아의 충돌구는 발견되지 않고 있다.)
바다에서의 충돌은 더 위험하다. 충돌하는 물체가 클 경우 거의 예외없이 바닷물을 통과해 해저에 충돌하고 거대한 쓰나미를 일으킨다. 멕시코 유카탄 반도에 있는 칙술루브 충돌구(Chicxulub crater)는 높이 50미터에서 100미터에 이르는 쓰나미를 일으켰음을 수 킬로미터나 떨어진 육지에 쌓인 퇴적물의 흔적으로부터 짐작할 수 있다.

## 다른 행성의 충돌구
수성은 달과 마찬가지로 전 표면이 충돌구로 덮여있다. 수성의 영어이름인 머큐리(Mercury)는 로마 신화의 예술의 신이다. 이러한 이유에서 수성의 충돌구는 예술가와 문학가의 이름을 따서 붙여졌다.
금성은 두꺼운 구름 때문에 표면 관측은 레이다를 이용하여 관측되어 왔다. 마젤란 탐사기에 의한 관측결과 수백여개의 충돌구가 발견되었고, 지역적 편중성은 찾아볼 수 없는 것으로 판단된다. 이것은 금성으로 돌입하는 물체들은 금성의 두꺼운 대기 때문에 대기 중에서 부서지는 경우가 많고 금성의 엄청나게 높은 온도와 기압 때문에 빨리 침식이 일어나는 탓이다. 이 때문에 몇 개의 작은 충돌구가 한 군데에 모여있는 경우가 자주 보인다.
화성의 충돌구는 남반구에 집중되어있는 경향을 보인다. 평균 고도가 상대적으로 낮은 북반구의 표면이 풍화작용을 받았음을 암시한다.
목성의 위성 중 칼리스토와 가니메데에는 많은 수의 충돌구를 볼 수 있다.

## 같이 보기
- 충돌 사건
- 달분화구